# Quốc kỳ Croatia

Quốc kỳ Croatia

Quốc kỳ Croatia (tiếng Croatia: Zastava Republike Hrvatske) có ba vạch ngang, theo thứ tự: trên cùng là đỏ, ở giữa là trắng, và dưới cùng xanh da trời. 

## Lịch sử
Quốc kỳ này kết hợp màu sắc của các lá cờ của Vương quốc Croatia (đỏ và trắng), Vương quốc Slavonia (trắng và xanh dương) và Vương quốc Dalmatia (đỏ và xanh). Ba vương quốc này là những quốc gia trong lịch sử Croatia.
Ba màu đỏ-trắng-xanh da trời đã được sử dụng như cờ Croatia từ năm 1848, và là các màu sắc Liên Slav, được liên kết rộng rãi với chủ nghĩa dân tộc lãng mạn. Khi Banovina của Croatia còn tồn tại trong Vương quốc Nam Tư, nó có một lá cờ tương tự nhưng không có huy hiệu trên cờ. Ở Nhà nước Độc lập Croatia, lá cờ giống như cái hiện đại, nhưng không có chequy thay vì huy hiệu và có chữ "U" ở phía trên bên trái cờ. Ngoài ra, ô đầu tiên trong chequy có màu trắng.

Vương quốc Croatia-Slavonia
Vương quốc Croatia-Slavonia
Vương quốc Croatia-Slavonia
Bang Croatia
Nhà nước Độc lập Croatia
Cộng hòa Nhân dân Croatia
Cộng hòa Nhân dân Croatia
Cộng hòa xã hội chủ nghĩa Croatia
(1990)